# Copa del Generalísimo 1969
Die Copa del Generalísimo 1969 war die 65. Austragung des spanischen Fußballpokalwettbewerbes, der heute unter dem Namen Copa del Rey stattfindet.
Der Wettbewerb startete am 3. Mai und endete mit dem Finale am 15. Juni 1969 im Estadio Santiago Bernabéu in Madrid. Titelverteidiger des Pokalwettbewerbes war der CF Barcelona. Den Titel gewann Atlético Bilbao durch einen 1:0-Erfolg im Finale gegen Elche CF. Damit qualifizierten sich die Basken für den Europapokal der Pokalsieger 1969/70.

## Achtelfinale
Die Hinspiele wurden am 3. und 4. Mai, die Rückspiele am 10. und 11. Mai 1969 ausgetragen.
|                     | Gesamt |                 | Hinspiel | Rückspiel |
| ------------------- | ------ | --------------- | -------- | --------- |
| Atlético Madrid     | 2:1    | Real Madrid     | 2:1      | 0:0       |
| Deportivo La Coruña | 4:2    | UD Las Palmas   | 2:1      | 2:1       |
| Elche CF            | 2:1    | Pontevedra CF   | 2:0      | 0:1       |
| RCD Español         | 2:5    | CD Málaga       | 0:3      | 2:2       |
| Real Sociedad       | 5:4    | CF Barcelona    | 5:1      | 0:3       |
| CE Sabadell         | 3:3    | Granada CF      | 3:0      | 0:3       |
| Valencia CF         | 3:2    | Córdoba CF      | 2:0      | 1:2       |
| Real Saragossa      | 1:2    | Atlético Bilbao | 1:1      | 0:1       |

### Entscheidungsspiele
Das Spiel wurde am 13. Mai in Madrid ausgetragen.
|             | Ergebnis |            |
| ----------- | -------- | ---------- |
| CE Sabadell | 0:1      | Granada CF |

## Viertelfinale
Die Hinspiele wurden am 17. und 18. Mai, die Rückspiele am 24. und 25. Mai 1969 ausgetragen.
|                     | Gesamt |                 | Hinspiel | Rückspiel |
| ------------------- | ------ | --------------- | -------- | --------- |
| Atlético Madrid     | 2:3    | Real Sociedad   | 1:2      | 1:1       |
| Deportivo La Coruña | 1:3    | Atlético Bilbao | 0:0      | 1:3       |
| Granada CF          | 3:2    | CD Málaga       | 2:1      | 1:1       |
| Valencia CF         | 2:3    | Elche CF        | 1:2      | 1:1       |

## Halbfinale
Die Hinspiele wurden am 1. Juni, die Rückspiele am 7. Juni 1969 ausgetragen.
|            | Gesamt |                 | Hinspiel | Rückspiel |
| ---------- | ------ | --------------- | -------- | --------- |
| Elche CF   | 4:4    | Real Sociedad   | 3:0      | 1:4       |
| Granada CF | 1:3    | Atlético Bilbao | 1:1      | 0:2       |

### Entscheidungsspiele
Das Spiel wurde am 10. Juni in Madrid ausgetragen.
|          | Ergebnis |               |
| -------- | -------- | ------------- |
| Elche CF | 2:0      | Real Sociedad |

## Finale
| Atlético Bilbao                                     | Atlético Bilbao | Elche CF | Elche CF |
| --------------------------------------------------- | --- | --- | -------- |
| Atlético Bilbao                                     | \| 15. Juni 1969 in Madrid (Estadio Santiago Bernabéu) \| \| Ergebnis: 1:0 (0:0) \| \| Zuschauer: 120.000 \| \| Schiedsrichter: Antonio Camacho \|                                                                 | \| 15. Juni 1969 in Madrid (Estadio Santiago Bernabéu) \| \| Ergebnis: 1:0 (0:0) \| \| Zuschauer: 120.000 \| \| Schiedsrichter: Antonio Camacho \|                                                                       | Elche CF |
| Atlético Bilbao                                     | José Ángel Iribar – Iñaki Sáez, Luis María Echeberría , Jesús Aranguren – José María Igartua, José Larrauri – José Argoitia, Fidel Uriarte, Antón Arieta, Javier Clemente, Txetxu Rojo Cheftrainer: Rafael Iriondo | José Araquistáin – Francisco Ballester, Vicente Iborra , Ricardo González – Juan Carlos Lezcano, Bartolomé Llompart – Fernando Serena, Curro, Vavá, Juan Manuel Asensi, Juan Casco Cheftrainer: Roque Máspoli ( Uruguay) | Elche CF |
| Atlético Bilbao                                     | 1:0 Antón Arieta (81.) | | Elche CF |
| 15. Juni 1969 in Madrid (Estadio Santiago Bernabéu) | | |          |
| Ergebnis: 1:0 (0:0)                                 | | |          |
| Zuschauer: 120.000                                  | | |          |
| Schiedsrichter: Antonio Camacho                     | | |          |